# Andreas Geritzer
Andreas Geritzer (* 11. Dezember 1977 in Wien) ist ein österreichischer Segler.

## Karriere
In der Bootsklasse Laser wurde er bei seiner ersten Olympiateilnahme bei den Olympischen Spielen 2000 in Sydney Fünfter. Geritzer nahm an den Olympischen Spielen 2004 in Athen teil und holte die Silbermedaille.
Am 1. Mai 2014 gab er seinen Rücktritt vom Regattasport aus gesundheitlichen Gründen bekannt.

## Erfolge
- Bronze bei den Laser-Europameisterschaften 1998, 2005, 2010 und 2011
- Silber bei den ISAF World Sailing Games 2002
- Zweiter bei der Kieler Woche 2004
- Silbermedaille bei den Olympischen Spielen 2004 in Athen

## Auszeichnungen
- 2003: Silbernes Ehrenzeichen für Verdienste um die Republik Österreich
- 2004: Goldenes Ehrenzeichen für Verdienste um die Republik Österreich